# Suzuki SX4
De Suzuki SX4 is een sports utility vehicle (SUV) van het Japanse automerk Suzuki. De wagen werd in 2006 aan het publiek voorgesteld op het Autosalon van Genève, als opvolger van de Suzuki Liana. Een jaar later werd naast de hatchback ook een sedan-uitvoering op de markt gebracht. 
In 2014 volgde de tweede generatie, die als Suzuki SX4 S-Cross op de markt werd gezet, overigens niet meer als sedan. De derde generatie werd in 2021 geïntroduceerd als Suzuki S-Cross, deze wordt voor de Europese markt in Hongarije geproduceerd.

## Eerste generatie: SX4 (2006-2014)
In april 2003 kwamen Suzuki en Fiat overeen gezamenlijk een compacte SUV te ontwikkelen, waarvan de productie in het najaar van 2005 zou starten in de Magyar Suzuki Corporation’s Esztergom fabriek in Hongarije. Partijen kwamen overeen dat hun versies van de auto duidelijk van elkaar te onderscheiden zouden zijn, en dat beide partijen individueel hun marketing en sales zouden verzorgen. De auto werd ontworpen in de Italdesign-Giugiaro studio, en Suzuki intoduceerde haar SX4 in december 2005 in Japan, en in maart daaropvolgend op de Autosalon van Genève voor de internationale markt. Fiat op haar beurt bracht de auto op de markt als Fiat Sedici. De SX4 werd uitgevoerd (afhankelijk van de afzetmarkt) met 1,5 tot 2 liter benzinemotoren van Suzuki, of 1,3 tot 2 liter dieselmotoren van Fiat/Peugeot. Afhankelijk van het type was een 5- of 6 handgeschakelde versnellingsbak beschikbaar, een 4-traps automaat en een CVT automaat (vanaf 2010).
Voor de Europese markt werd de SX4 gebouwd in Hongarije, daarnaast werd ook geproduceerd in India, Indonesië, China en Japan. In Hongarije ambieerde men zo'n 60.000 productie-eenheden per jaar, waarvan 2/3 met een Suzuki-, en de rest met een Fiat-logo.

## Tweede generatie: SX4 S-Cross (2013-2020)
Tijdens de Parijse Autosalon Mondial de l'Automobile van 2012 werd door Suzuki het S-Cross concept geïntroduceerd, waarbij de fabrikant aangaf dat het model naast de bestaande SX4 zou worden geplaatst. Een jaar later werd op de Autosalon van Genève de SX4 S-Cross getoond, maar de eerste generatie SX4 zou nog tot in 2014 in Japan en India worden geproduceerd, parallel aan het nieuwe model. 
Ook de SX4 S-Cross werd uitgevoerd met benzinemotoren van Suzuki of dieselversies van Fiat, maar de auto werd verder onafhankelijk van Fiat op de markt gebracht. Fiat op haar beurt verving de Sedici door de nieuwe Fiat 500X.

## Derde generatie: S-Cross (sinds 2021)
De huidige generatie S-Cross werd in november 2021 geïntroduceerd, waarbij het uiterlijk en interieur werden gemoderniseerd en veel veiligheidsvoorzieningen werden toegepast.

## WRC
Op het Autosalon van Genève maakte Suzuki eveneens bekend dat ze in 2007 zouden deelnemen aan het Wereldkampioenschap Rally. Door onenigheden met de kalender werd uiteindelijk pas in 2008 deelgenomen.

## Foto's

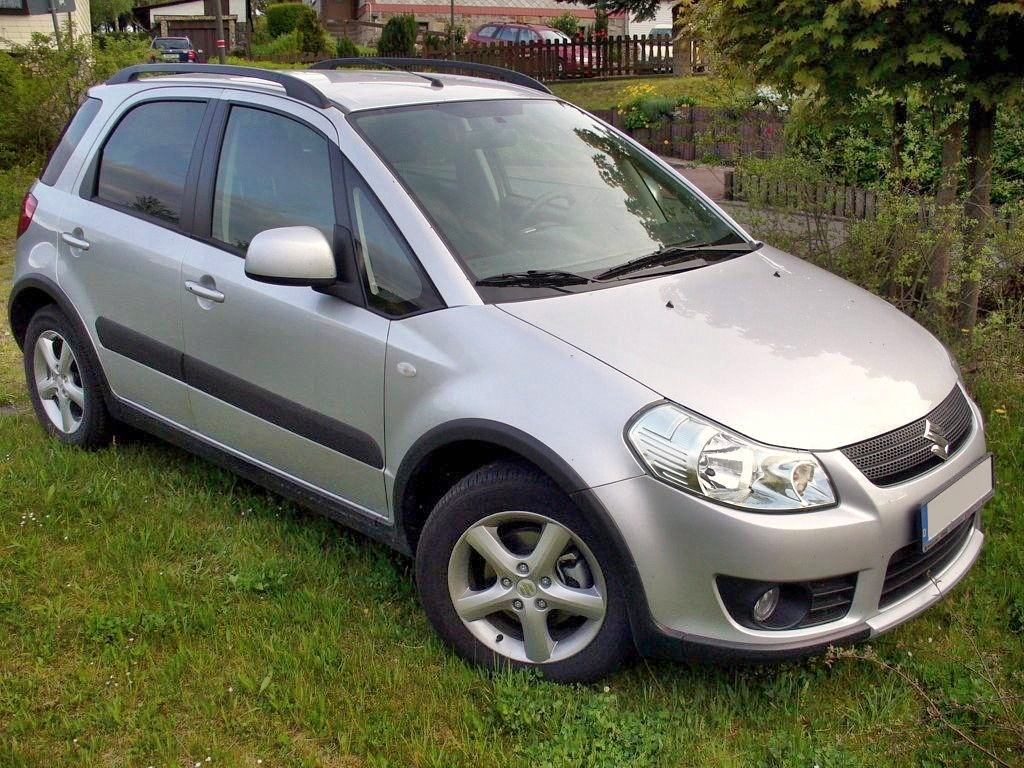
SX4 eerste generatie
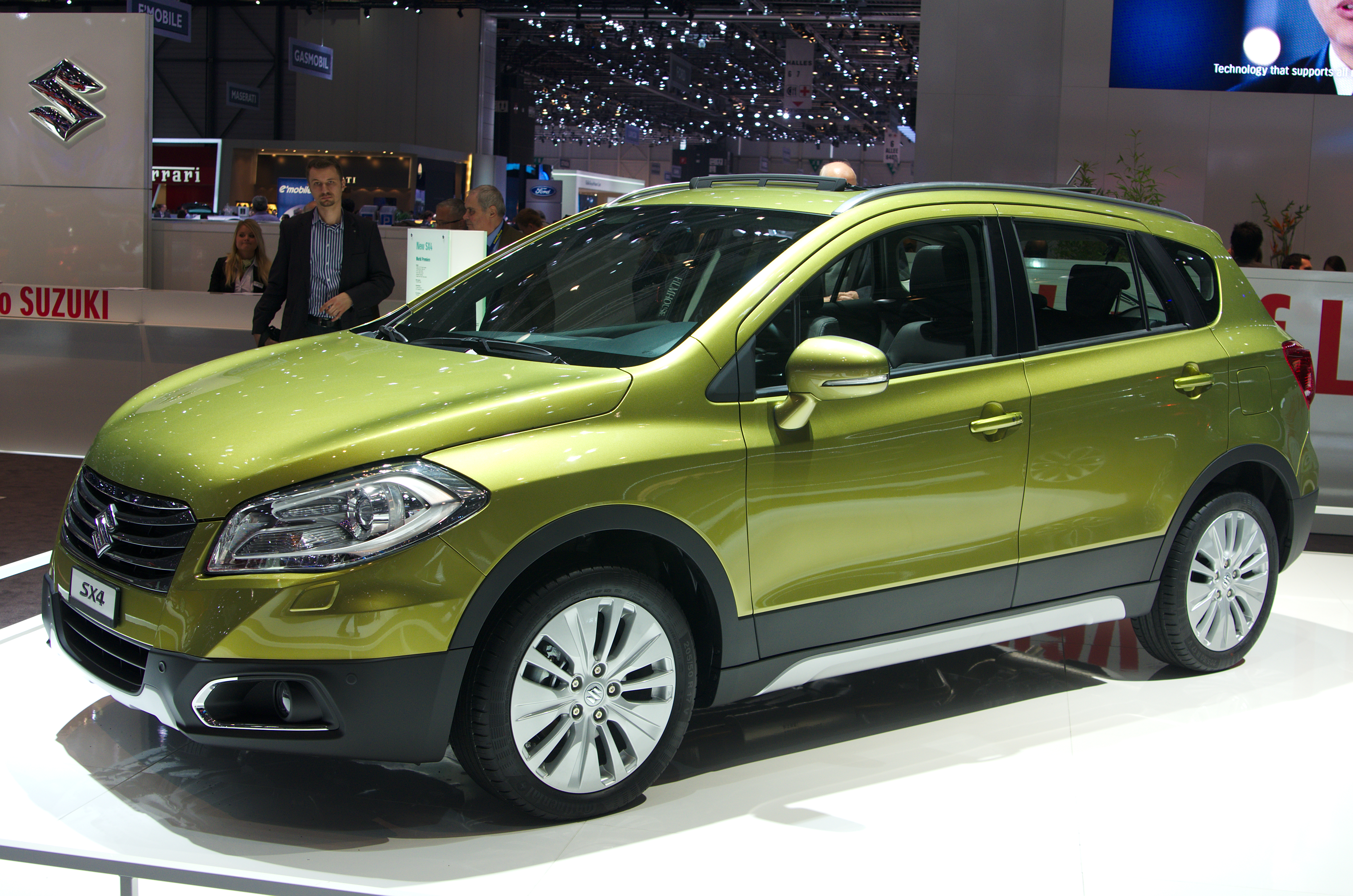
SX4 S-Cross (2014)
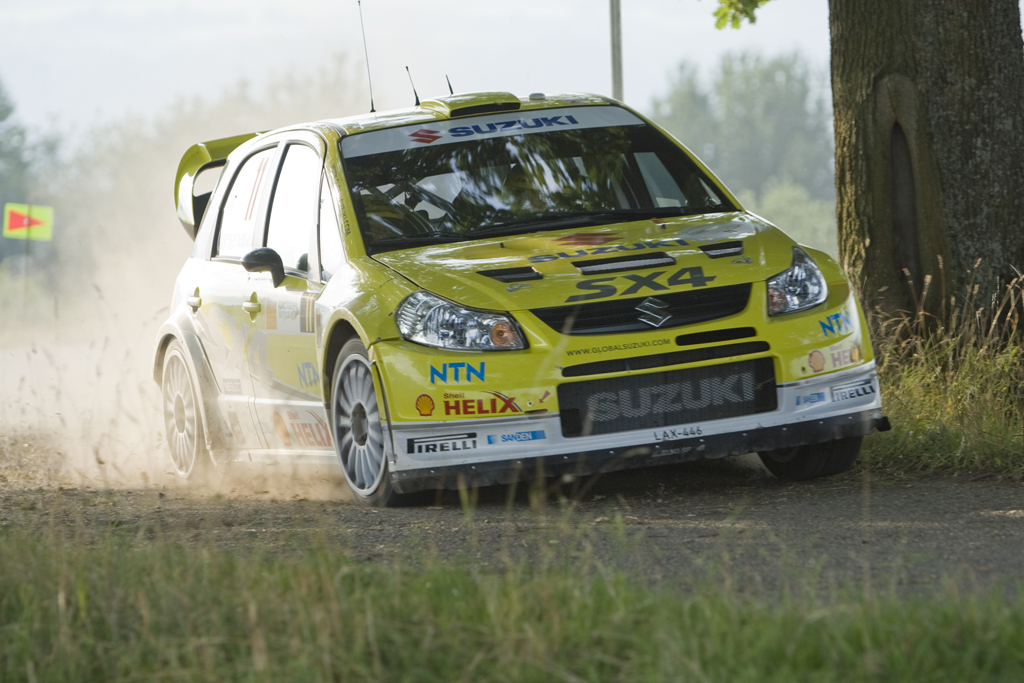
Suzuki SX4 WRC